# Búblik

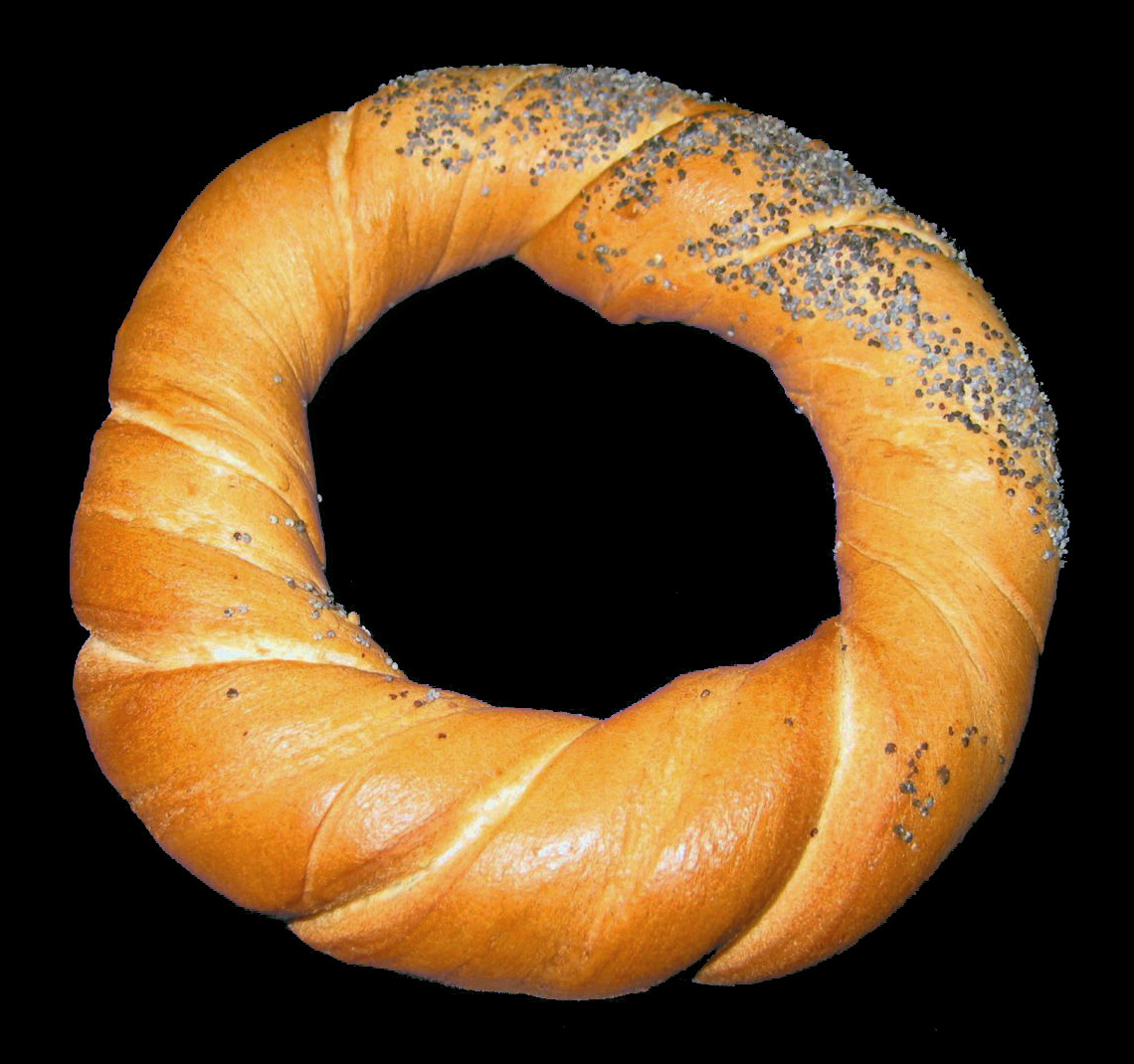
Búblik con semilla de amapola.

El búblik (también booblik o búblyk; en ucraniano y ruso бу́блик) es un panecillo tradicional ruso, ucraniano, lituano (riestainis) y polaco (obwarzanek) muy parecido al bagel, pero algo mayor y con un agujero mucho más grande y una textura mucho más densa y masticable.
Los bubliks forman parte de un tipo de productos de pan hechos de masa cocida antes de hornearla, al que también pertenecen los bagels, baranki, sushki y similares.

## Historia
Los productos de masa hervida tienen una larga historia en el este de Europa, afirmando algunos que proceden de la época bizantina, si bien si se considera un tipo de bagel serían mucho más recientes, teniendo solo unos 300 años de antigüedad. Su creación se atribuye a panaderos vieneses, que crearon anillos de masa de trigo con levadura cocida con forma de estribo para celebrar la victoria sobre las fuerzas otomanas en 1683, lograda principalmente por la caballería dirigida por el rey polaco Juan III Sobieski. La palabra alemana para ‘estribo’, steigbügel, dio origen al yidis beigl (‘bagel’). Sin embargo, esta historia es discutible, ya que se sabe que las roscas de pan eran un regalo frecuente a las mujeres que acaban de parir tan pronto como a principios del siglo XVII en las comunidades judías de Polonia.
El beigl se extendió entonces por todas las regiones con una población judía significativa, alcanzado pronto el sur de Rusia y Ucrania, donde recibió la influencia de productos rusos (principalmente las baranki de Moscú) y griegos (κουλούρι, koulouri) parecidos y donde obtuvo su forma actual: un anillo de masa aproximadamente el doble de grande que un bagel convencional con una textura mucho más densa y seca, porque las recetas rusas parecidas suelen ser muy secas y crujientes. Su nombre también fue muy adaptado al ruso, hasta su forma actual: бублик. La ciudad de Odessa suele considerarse el lugar de nacimiento del búblik.
En Ucrania los bubliks son expuestos por panaderos profesionales en sus tiendas y en ferias campesinas y mercados regionales. Suelen ensartarse en cadenas de docenas.

## Elbúblikcomo alimento
Aunque los bubliks son muy parecidos a los bagels, su tamaño y masa más densa los hacen inadecuados para su uso en sándwiches. En Rusia y Ucrania los bubliks no suelen tratarse como panes, sino como un tipo de bollo, tomado con té o café. Por ello, la masa de búblik suele ser más dulce que la de bagel, y suelen pintarse con yema de huevo. La versión más popular de búblik con mucho tiene una generosa cantidad de semilla de amapola espolvoreada. 
Los bubliks suelen comerse solos, pero no es infrecuentes mojarlos en una bebida, costumbre que procede del consumo de sushki y baranki, bollos que tienen un sabor muy parecido, siendo bastante secos y duros y poco apetitosos si no se humedecen. Otra forma habitual de comer bubliks es romperlos en varios trozos y comerlos con mermelada, crema agria u otro alimento para mojar parecido. Aunque a menudo acompañan al té, los bubliks no se consideran un alimento de desayuno, a diferencia de los bagels.

### Preparación
Los bubliks se hacen con masa de trigo con levadura que suele contener leche, mantequilla y clara de huevo, siendo bastante dulce.
Se preparan añadiendo levadura a una mezcla templada de leche, azúcar y mantequilla, que se mezcla con harina, sal y clara de huevo. Entonces se deja reposar la masa en un lugar templado hasta que dobla su tamaño. Se forman anillos con la masa y se dejan reposar otros 10 minutos. Se cuecen 10–20 segundos cada uno hasta que empiezan a oler. Se pintan con una mezcla de yema de huevo y azúcar y se hornean hasta que se doran.
La semilla de amapola es una popular adición a la masa, además de otros rellenos diversos. Para los bubliks salados, se sustituye el azúcar por queso rallado y unas pocas gotas de jugo de cebolla.

### Platos parecidos
Hay varios productos de pan parecidos en la cocina rusa, siendo el principal de ellos las baranki, unas rosquillas de masa algo menor que los búbliks, pero mucho más fina y seca. Aunque los bubliks proceden de la Zona de Asentamiento, las baranki son un plato original ruso: el mismo nombre, baranka o baránok, es una contracción de obvaránok, ‘escaldado’. También son mucho más duros que los bubliks, siendo necesarios mojarlos en té o café antes de comerlos. Las sushki son un tipo aún más pequeño y duro que las baranki, generalmente de unos 5 cm de tamaño, y tienen la consistencia de un cracker duro.